# Хасанайский сельсовет
Хасанайский сельсовет  — административно-территориальная единица и муниципальное образование со статусом сельского поселения в Бабаюртовском районе Дагестана Российской Федерации.
Административный центр — село Хасанай.

## Населённые пункты
На территории сельсовета находятся населённые пункты:
| № | Населённый пункт | Тип населённого пункта       | Население |
| - | ---------------- | ---------------------------- | --------- |
| 1 | Хасанай          | село, административный центр | ↗1144     |
| 2 | Шахбулатотар     | село                         | ↘7        |

## Население
| 2002  | 2010  | 2012  | 2013  | 2014  | 2015  | 2016  |
| ----- | ----- | ----- | ----- | ----- | ----- | ----- |
| 822   | ↗1029 | ↘1007 | ↘978  | ↘966  | ↗991  | ↗1002 |
| 2017  | 2018  | 2019  | 2020  | 2021  | 2023  | 2024  |
| ↗1006 | ↗1017 | →1017 | ↘1013 | ↗1151 | ↗1166 | ↗1174 |